# Pornografia etnica
La pornografia etnica è un genere pornografico in cui appaiono interpreti appartenenti a specifici gruppi etnici o che comunque rappresenta atti di sesso interrazziale.
Le situazioni inscenate possono raffigurare qualsiasi tipo di gruppo etnico (caucasico, asiatico, afroamericano, latinoamericano) ma una parte importante di questo genere di produzione è costituita da scene incentrate sul rapporto tra individui di pelle bianca e individui di pelle nera.

## Pornografia interrazziale
Con pornografia interrazziale (genere solitamente abbreviato con IR) s’indica particolarmente nell'America del Nord (dove è più marcata la distinzione razziale nell'industria pornografica) generalmente la rappresentazione di atti sessuali tra una persona bianca e una nera, e a volte, come semplificazione, una rappresentazione che coinvolge un uomo afroamericano e una donna bianca.
Questo genere impiega solitamente stereotipi su base etnica e razziale nella rappresentazione degli interpreti coinvolti e molti film pornografici di genere interrazziale includono sterotipi su base razziale, benché la segregazione degli attori su base etnica sia considerevolmente diminuita.
Dietro la porta verde (1972) è stato uno dei primi film pornografici ad includere scene di sesso tra un'attrice bianca (Marilyn Chambers) ed un attore nero (Johnnie Keyes). I film pornografici interrazziali hanno visto esplodere la loro popolarità, arrivando a diventare uno dei generi con il maggiori tassi di crescita e vendite.

### Controversia nell'industria pornografica statunitense
È diffusa la convinzione che in passato alcune delle attrici pornografiche statunitensi bianche furono messe in guardia sull'evitare uomini afroamericani, sia sulla scena che nelle loro vite private. Una motivazione plausibile poteva essere la diffusa convinzione che apparire in una scena di pornografia interrazziale avrebbe rovinato la carriera di una pornostar bianca, sebbene alcuni osservatori abbiano osservato come non ci sia prova a supporto di questa credenza. Sheldon Ranz, un critico di Adult Video News, scrisse nel 1997 che: 
D'altro canto però alcuni commentatori hanno fatto notare come la mancanza di differenza razziale e del "nonsense riguardo all' 'attrazione' e alla 'preferenza'" nella scena pornografica europea ha permesso a molte attrici europee di primo livello di apparire in film pornografici interrazziali statunitensi. Lexington Steele rivelò in un'intervista a The Root, una rivista in lingua inglese di cultura afroamericana, che le attrici bianche che apparivano in scene di pornografia interrazziale potevano tenere nascoste le loro carriere a causa di pressioni sociali da parte dei loro amici intimi, sostenendo che "È solo un elemento della cultura statunitense che esiste ancora, e c'è la sensazione che una donna bianca verrà deflorata o, se vuoi, sporcata dal realizzare una scena con un uomo nero".

### Presunto ruolo degli agenti
Sophie Dee, personalità di spicco del settore, in un'intervista del 2010 sosteneva che gli agenti spesso fanno pressioni sulle attrici bianche per evitare che appaiano in scene di pornografia interrazziale, esse vengano pagate meglio per comparire in scene con uomini neri e le loro carriere non verrebbero danneggiate in nessun modo, portando ad esempio alcune attrici della Vivid Entertainment.
In un articolo del 2013 Aurora Snow osservava che la causa principale che impediva a diverse attrici bianche di realizzare scene interrazziali era l'"ansia da carriera" imposta dagli agenti, piuttosto che gli stessi pregiudizi razziali e Tee Reel, attore pornografico e uno dei pochi agenti neri del settore, aveva un'opinione concorde, dicendo che "Ho fatto sesso fuori dalle scene con alcune ragazze che nell'ambiente [di lavoro] dicono di non fare scene interrazziali".
L'attrice pornografica Kristina Rose ha dichiarato che alcuni agenti dicono alle attrici più giovani che guadagneranno di meno per un'apparizione in una scena di pornografia interrazziale in modo tale da proibirne la partecipazione, sebbene a livello globale sia vero l'esatto contrario.

## Critiche accademiche
Alcuni accademici hanno scritto a proposito delle interviste degli attori pornografici, in cui questi esprimono il loro punto di vista sulla pornografia interrazziale come una forma trasgressiva di superamento del razzismo. Nel Capitolo 3 del suo libro Porn Studies, Linda Williams, professoressa di studi cinematografici a Berkeley, esamina il film pornografico Crossing the Color Line con l'attore nero Sean Michaels e l'attrice bianca Christi Lakes. Nelle interviste su questo film, Michaels e Lakes esprimono come l'essere "ciechi al colore" sia un approccio progressivo alla pornografia interrazziale.
Gli accademici hanno comunque identificato una contraddizione tra queste interviste e le successive performance, in cui entrambi gli attori fanno diverse volte riferimento alle differenze di colore della pelle tra i due. Ad esempio, Lakes si riferisce alle parti intime di Michaels come "grande e nero". Gli studiosi sostengono che sottolineando intenzionalmente le differenze razziali, la razza stessa diventa il tema principale per intrigare gli spettatori, che perpetra l'abitudine di sottolineare in chiave esotica le differenze razziali. Alcuni notano che nella pornografia interrazziale questa tensione sessuale erotizzata si rifà al periodo della schiavitù, in cui i possidenti bianchi mantenevano separati donne bianche e uomini neri. Linda Williams afferma che c'è una tensione tra paura e desiderio sessuale in questo genere pornografico.
Mireille Miller-Young, professoressa di studi femministi all'Università della California in Santa Barbara, sostiene che mentre l'industria pornografica ipersessualizza le attrici afroamericane, queste vengono spesso pagate di meno (circostanza confermata in alcuni casi dall'attore Moe Johnson), assunte (a tempo/scene) di meno e sono oggetto di minori attenzioni durante i controlli sanitari rispetto alle loro controparti bianche. Alcuni accademici sostengono inoltre che le donne bianche sono sostenute come il prodotto più costoso del settore, mentre le donne nere sono spesso sottostimate per il loro lavoro sessuale, indipendentemente dalle loro abilità erotiche evidenti.